# تکیه آغاباشی
تکیه آغا باشی مربوط به دوره قاجار است و در اصفهان، غرب تخت فولاد، شرق تکیه خاتون آبادی واقع شده و این اثر در تاریخ ۱۰ خرداد ۱۳۸۲ با شمارهٔ ثبت ۹۰۹۱ به‌عنوان یکی از آثار ملی ایران به ثبت رسیده است.